# Mladeč
Mladeč (niem. Lautsch) – gmina w Czechach w powiecie Ołomuniec w kraju ołomunieckim.
Pierwsza wzmianka o miejscowości pochodzi z roku 1350.
W Mladeču w obrębie wzniesienia Třesín znajduje się wapienna jaskinia (Mladečské jeskyně), w której odkryto szczątki człowieka sprzed 31 000 lat.

## Części gminy
- Mladeč
- Nové Zámky
- Sobáčov